# Commerce de Marseille (1788)
Il Commerce de Marseille fu un vascello di linea francese da 118 cannoni che prestò servizio nella Marine royale tra il 1790 e il 1793. Catturato dagli inglesi durante il corso dell'Assedio di Tolone, fu ridenominato HMS Commerce de Marseille e rimase in servizio fino al 1802, quando venne demolito.

## Storia
Prima unità della omonima classe, costituita da sei vascelli a tre ponti da 118 cannoni, costruita sui piani realizzativi elaborati dall'ingegnere Jacques Noël Sané nel 1784. Tali vascelli erano le più potenti navi della flotta francese, destinate a ricoprire il ruolo di nave ammiraglia delle squadra navali. 
La costruzione delle prime due unità, la Commerce de Marseille e la États de Bourgogne fu ordinata il 30 settembre 1785, una a Tolone per fungere da nave ammiraglia della flotta di Levante, e la seconda a Brest per fungere da nave ammiraglia della flotta di Ponente. Il Commerce de Marseille fu realizzato a Tolone tra il 1786 e il 1790, e così chiamato in onore dei negozianti della città di Marsiglia che avevano partecipato finanziariamente alla sua costruzione con ingenti donazioni raccolte dalla loro Camera di commercio.  
Varato il 7 settembre 1788 il Commerce de Marseille terminò l'allestimento nell'ottobre 1790, divenendo immediatamente nave ammiraglia della flotta di Levante. Con lo scoppio della rivoluzione francese e la caduta della monarchia i disordini a Tolone, già numerosi nel 1789, si intensificarono e si trasformarono in aperta guerra civile. Il 29 agosto 1793 la flotta congiunta anglo-spagnola al comando di Lord Hood e di Juan de Lángara y Huarte entrò nella rada di Tolone. Il contrammiraglio Sain-Julien de Chabon fece battere subito il posto di combattimento agli equipaggi, ma solo quattro navi (tra di esse il Commerce de Marseille senza ufficiali a bordo, e governato dall'equipaggio) sulle diciassette presenti in porto obbedirono. La città, l'arsenale, e le navi vennero poi consegnate agli inglesi, che al termine dell'assedio portato dalla truppe fedeli alla Repubblica, quando partirono si portarono dietro solo quattro navi, tra cui il Commerce de Marseille, incendiando altre nove navi e i magazzini di legname dell'arsenale. Ribattezzato HMS Commerce de Marseille l'imponente vascello a tre ponti entrò in servizio nella Royal Navy, con armamento portato nel 1795 a 120 cannoni. Nel 1795 entrò in servizio attivo, ottenendo al termine delle prove di accettazione l'incondizionato apprezzamento dell'Ammiragliato. Qualche tempo dopo la marina inglese sembrò non sapere cosa fare con questo gigante, e uno dei più importanti costruttori navali britannici, Gabriel Snodgrass, specialista in costruzioni per la Compagnia delle Indie Orientali britanniche, considerava i tre ponti francesi dei ridicoli mostri.
Dapprima posto di stanza nel porto di Portsmouth, la nave, declassata a vascello di quarto rango con armamento ridotto a 50 cannoni, fu trasformata in un magazzino galleggiante e partì quindi per le Indie occidentali al comando del captain Smith Child. Rimasta gravemente danneggiata da una tempesta verso la fine dell'anno, rientrò faticosamente a Portsmouth, dove fu deciso di non rimetterla in servizio attivo. Nel 1798 fu convertita in nave prigione, per essere radiata e infine demolita a partire dal 22 giugno 1802. La nave fu completamente smantellata entro il successivo mese di agosto.

### Fonti
1. 1 2 3 4  Three Decks.
2. 1 2  Colledge, Warlow 2006, p. 36.
3. 1 2 3  Three Decks.